# Salomėja Zaksaitė
Salomėja Zaksaitė est une joueuse d'échecs lituanienne née le 25 juillet 1985 à Kaunas. Championne de Lituanie en 2014 et 2016, elle a le titre de maître international féminin depuis 2003.
Au 1er juin 2017, elle est la troisième joueuse lituanienne avec un classement Elo de 2 287 points.
Elle a représenté la Lituanie lors des olympiades féminines de 2002 (remplaçante), 2014 (au deuxième échiquier) et 2016 ainsi que des championnats d'Europe par équipes féminines de 2005, 2007, 2011, 2013 et 2015.